# 前656年
| 千纪： | 前1千纪 |
| 世纪： | 前8世纪 \| 前7世纪 \| 前6世纪 |
| 年代： | 前680年代 \| 前670年代 \| 前660年代 \| 前650年代 \| 前640年代 \| 前630年代 \| 前620年代                                                                                             |
| 年份： | 前661年 \| 前660年 \| 前659年 \| 前658年 \| 前657年 \| 前656年 \| 前655年 \| 前654年 \| 前653年 \| 前652年 \| 前651年                                                               |
| 纪年： | 周惠王二十一年 魯僖公四年 齊桓公三十年 晉献公二十一年 秦穆公四年 宋桓公二十六年 楚成王十六年 衛文公四年 陳宣公三十七年 蔡穆侯十九年 曹昭公六年 郑文公十七年 燕襄公二年 杞德公十七年 |

## 大事记
- 春，齊桓公率齊、魯、宋、陳、衛、鄭、許、曹八諸侯國聯軍討伐蔡，稍後進軍荊楚。
夏，楚成王派屈完到召陵談判，諸侯聯軍遂與楚舉行召陵之盟後退兵。
- 骊姬之乱，夷吾與重耳流亡。

## 逝世
- 申生，晉國太子。